# Campeonato Mundial de Ciclismo Urbano de 2021
El IV Campeonato Mundial de Ciclismo Urbano se celebró en Montpellier (Francia) entre el 4 y el 8 de junio de 2021, bajo la organización de la Unión Ciclista Internacional (UCI) y la Unión Ciclista de Francia.
Las competiciones se realizaron en la Sud de France Arena de la ciudad francesa. Se compitió en la disciplina de BMX estilo libre, que otorgaron un total de cuatro títulos mundiales: parque (masculino y femenino) y flatland (masculino y femenino).

## Medallistas

### Masculino
| Evento                            | Oro                               | Plata                                     | Bronce                              |
| --------------------------------- | --------------------------------- | ----------------------------------------- | ----------------------------------- |
| BMX estilo libre parque (07.06)   | Logan Martin Australia 94,70 pts. | Daniel Sandoval Estados Unidos 92,96 pts. | Marin Ranteš · Croacia · 90,90 pts. |
| BMX estilo libre flatland (08.06) | Matthias Dandois Francia 93,83    | Moto Sasaki Japón 92,00                   | Alexandre Jumelin Francia 88,33     |

### Femenino
| Evento                            | Oro                                      | Plata                                | Bronce                                       |
| --------------------------------- | ---------------------------------------- | ------------------------------------ | -------------------------------------------- |
| BMX estilo libre parque (07.06)   | Hannah Roberts Estados Unidos 91,90 pts. | Nikita Ducarroz · Suiza · 90,30 pts. | Charlotte Worthington Reino Unido 88,90 pts. |
| BMX estilo libre flatland (08.06) | Irina Sadovnik · Austria · 88,33         | Julia Preuß · Alemania · 80,67       | Céline Vaes Francia 69,00                    |

## Medallero
| Núm. | País           | Oro | Plata | Bronce | Total |
| ---- | -------------- | --- | ----- | ------ | ----- |
| 1    | Estados Unidos | 1   | 1     | 0      | 2     |
| 2    | Francia        | 1   | 0     | 2      | 3     |
| 3    | Australia      | 1   | 0     | 0      | 1     |
| 3    | Austria        | 1   | 0     | 0      | 1     |
| 5    | Alemania       | 0   | 1     | 0      | 1     |
| 5    | Japón          | 0   | 1     | 0      | 1     |
| 5    | Suiza          | 0   | 1     | 0      | 1     |
| 8    | Croacia        | 0   | 0     | 1      | 1     |
| 8    | Reino Unido    | 0   | 0     | 1      | 1     |
|      | TOTAL          | 4   | 4     | 4      | 12    |